# Vers l'Orient
Pour plus de détails, voir Fiche technique et Distribution.
Vers l'Orient (Till österland) est un film suédois réalisé par Gustaf Molander, sorti en 1926.
Il s'agit de la suite du film Les Maudits (1925) du même réalisateur. 

## Fiche technique
- Titre original : Till österland
- Titre français : Vers l'Orient
- Réalisation : Gustaf Molander
- Scénario : Gustaf Molander et Ragnar Hyltén-Cavallius d'après le roman de Selma Lagerlöf
- Photographie : Julius Jaenzon et Carl-Axel Söderström (en)
- Pays d'origine : Suède
- Format : Noir et blanc - 1,33:1 - Film muet
- Genre : drame
- Durée : 94 minutes
- Date de sortie : 1926

## Distribution
- Lars Hanson : Ingmar
- Jenny Hasselquist : Barbro
- Mona Mårtenson : Gertrud
- Harald Schwenzen (en) : Gabriel Mattson
- Ivan Hedqvist : Stark-Anders
- Gabriel Alw (en) : Nameless Messiah
- Edvin Adolphson : Stig Börjesson
- Nils Ahrén (en) : Professeur
- Ida Brander (en) : Skolmästarns hustru
- Knut Lindroth : Sven Persson